# Lefetamina
Lefetamina, SPA – organiczny związek chemiczny stosowany jako lek wykazujący zarówno właściwości stymulantów, jak i słabych opioidów. Jest objęty Konwencją o substancjach psychotropowych z 1971 roku (wykaz IV). W Polsce jest w grupie IV-P Ustawy o przeciwdziałaniu narkomanii.